# Język pangwa
Język pangwa – język z rodziny bantu, używany w Tanzanii. W 1972 roku liczba mówiących wynosiła ok. 26 tys. Według danych z 2019 roku ma 95 tys. użytkowników.
Użytkownicy dialektu kimwela mają odrębną tożsamość etniczną.